# Georges Moyen
Georges Moyen est un pédiatre, professeur des universités et homme politique congolais né en 1952.
Il fut ministre de la Santé et de la Population (2009-2012) ainsi que ministre de l'Enseignement supérieur (2012-2016). Il fut également recteur de l'université Marien-Ngouabi de 2003 à 2009 et fut président du Conseil des ministres du CAMES de 2014 à 2017.

## Biographie
De son nom complet Georges Marius Moyen, il étudie à l'Université Cheikh-Anta-Diop (Sénégal) où il obtient un doctorat d'État en médecine en 1983, puis un certificat d'études spéciales (CES) en pédiatrie en 1985. Il devient par la suite président des associations de pédiatrie d'Afrique noire francophone (1987).
En 1994, il devient agrégé de médecine, puis obtient en 1999 le titre de « professeur de pédiatrie » délivré par le Conseil africain et malgache pour l'enseignement supérieur (CAMES). La même année, il accède à la fonction de vice-président de la Société de pédiatrie d'Afrique centrale (jusqu'en 2002). En 1992, il devient chef du service des soins intensifs pédiatriques au Centre hospitalier universitaire (CHU) de Brazzaville.

À partir de 2003, il devient recteur de l'université Marien-Ngouabi, et ce jusqu'en 2009.
Le 15 septembre 2009, il fait son entrée au gouvernement en étant nommé par Denis Sassou-Nguesso ministre de la Santé et de la population en remplacement d'Émilienne Raoul. À la tête de ce ministère, il se donne pour objectif de « faire du Congo une destination médicale ». La même année, il devient président du comité consultatif du CAMES.
Le 25 septembre 2012, il change de portefeuille et est nommé ministre de l'Enseignement supérieur à la place d'Ange Antoine Abena. Deux ans plus tard, en 2014, il est élu président du Conseil des ministres du CAMES. Il est remplacé à ce poste le 25 mai 2017 par Jacques Fame Ndongo.
Lors du remaniement du 30 avril 2016 faisant suite à la réélection de Denis Sassou-Nguesso, il n'est pas reconduit dans ses fonctions de ministre et est remplacé par Bruno Itoua.

## Décorations
- Chevalier de l'ordre du Mérite congolais (1998)[2]
- Chevalier de l'ordre international des Palmes académiques du CAMES (2004)[2]
- Officier de l'ordre national du Mérite (2007)[2],[9]
- Commandeur de l'ordre international des Palmes académiques du CAMES (2014)[3]